# 黒川万由美
黒川 万由美（くろかわ まゆみ、9月21日 - ）は、日本の女性声優。福井県出身。

## 人物
2010年4月よりリマックス所属。2009年1月までアトミックモンキーに所属していた。
方言は福井弁。
趣味は手話で歌を歌う、福井自慢。特技はマジック、バルーンアート。
資格は介護福祉士、ホームヘルパー2級。

## 出演

### テレビアニメ
2000年代
- ケロロ軍曹（2008年、双子弟）
- トランスフォーマー ギャラクシーフォース（2005年、バド）
- D.C.S.S. 〜ダ・カーポ セカンドシーズン〜（2005年、子供）
- 恋する天使アンジェリーク〜心のめざめる時〜（2006年、ミリアム）
- 魔人探偵脳噛ネウロ（2007年、女子高生）

2010年代
- 夏色キセキ（2012年、美夕）
- ブレイブビーツ（2015年、掛津孝太、ブンガバンガ）
- 血界戦線 & BEYOND（2017年、子供たち）

### ゲーム
時期不明
- 謎惑館 〜音の間に間に〜
- ロード オブ アポカリプス（主人公ボイス女性）
- Little Aid（三橋絵理）
- ファイトリーグ（水王もとむ、ハク）

2010年代
- ライフ イズ ストレンジ（2016年、ジュリエット・ワトソン）
- アナザーエデン 時空を超える猫（2017年、ブリアー）
- ぷよぷよ!!クエスト（2017年 - 2022年、アイン、ギューラ、フロノ）

### ドラマCD
- 文学少女シリーズ　繋がれた愚者（前編）

### 吹き替え
- 18･29〜妻が突然18才!?〜（ユ・ヘウォン）
- 王の後宮（殷司楽）
- 新少林寺/SHAOLIN（少年僧）
- パーフェクト・スナイパー
- 恕の人－孔子伝－
- 賢后 衛子夫（衛青（幼少期））

### ナレーション
- 医療ルネサンス（2010年～）

### ボイスオーバー
- BS日テレ　草野満代と渡辺徹が行く!世界のエネルギー最前線
- BS日テレ　天才じゃなくても夢をつかめる10の法則

### テレビ番組
- 竹中直人の大人の笑い（2011年11月 - 、BS日テレ） - 中川家ワールド・リポーター

### CM
- NYYDoCoMoFOMA「ドコモのミニ番組」
- 100満ボルト「はじめての・・・」編
- 100満ボルト「ポケットプロバイダー」編
- 「わいわいランド」

### ラジオCM
- ビッグコミックスピリッツ
- 家庭医学大辞典　「ママはホームドクター」編

### VP
- カステラ　さかえや（インタビュアー／ナレーション）
- 参天製薬

### インターネットラジオドラマ
- あかねプロジェクト「シルクブルー」（ミューラル）